# العلاقات الغانية الفنزويلية
العلاقات الغانية الفنزويلية هي العلاقات الثنائية التي تجمع بين غانا وفنزويلا.

## مقارنة بين البلدين
هذه مقارنة عامة ومرجعية للدولتين:
| وجه المقارنة                                              | غانا         | فنزويلا                                  |
| --------------------------------------------------------- | ------------ | ---------------------------------------- |
| المساحة (كم2)                                             | 238.53 ألف   | 916.45 ألف                               |
| عدد السكان (نسمة)                                         | 26.91 مليون  | 28.87 مليون                              |
| الكثافة السكانية (ن./كم²)                                 | 112.82       | 31.5                                     |
| العاصمة                                                   | أكرا         | كاراكاس                                  |
| اللغة الرسمية                                             | لغة إنجليزية | اللغة الإسبانية، لغة الإشارة الفنزويلية ‏ |
| العملة                                                    | سيدي غاني    | بوليفار فنزويلي                          |
| الناتج المحلي الإجمالي (بليون دولار)                      | 47.33 مليار  | 482.36 مليار                             |
| الناتج المحلي الإجمالي (تعادل القوة الشرائية) بليون دولار | 115.41 مليار |                                          |
| الناتج المحلي الإجمالي الاسمي للفرد دولار أمريكي          | 1.37 ألف     |                                          |
| الناتج المحلي الإجمالي للفرد دولار أمريكي                 | 4.08 ألف     |                                          |
| مؤشر التنمية البشرية                                      | 0.579        | 0.762                                    |
| رمز المكالمات الدولي                                      | +233         | +58                                      |
| رمز الإنترنت                                              | .gh          | .ve                                      |
| المنطقة الزمنية                                           | 00           | 00                                       |

## منظمات دولية مشتركة
يشترك البلدان في عضوية مجموعة من المنظمات الدولية، منها:
| علم المنظمة | اسم المنظمة                        | تاريخ انضمام غانا | تاريخ انضمام فنزويلا |
| ----------- | ---------------------------------- | ----------------- | -------------------- |
|             | يونسكو                             | 11 أبريل 1958     | 25 نوفمبر 1946       |
|             | وكالة ضمان الاستثمار متعدد الأطراف | 29 أبريل 1988     | 9 مايو 1994          |
|             | الأمم المتحدة                      | 8 مارس 1957       | 15 نوفمبر 1945       |
|             | الاتحاد البريدي العالمي            | ?                 | ?                    |
|             | البنك الدولي للإنشاء والتعمير      | 20 سبتمبر 1957    | 30 ديسمبر 1946       |
|             | الاتحاد الدولي للاتصالات           | 17 مايو 1957      | 13 أغسطس 1920        |
|             | منظمة حظر الأسلحة الكيميائية       | ?                 | ?                    |
|             | مؤسسة التمويل الدولية              | 3 أبريل 1958      | 28 ديسمبر 1956       |
|             | منظمة التجارة العالمية             | ?                 | ?                    |
|             | منظمة الشرطة الجنائية الدولية      | ?                 | ?                    |

## وصلات خارجية
- موقع وزارة الخارجية الغانية
- موقع وزارة الخارجية الفنزويلية